# Wyoming Outlaw
Wyoming Outlaw è un film del 1939 diretto da George Sherman. Il film fu distribuito in Italia nel 1965 insieme a Santa Fe Stampede con il titolo unico de Il grande sperone.
È un film western statunitense con John Wayne, Ray Corrigan e Raymond Hatton. È liberamente ispirato ad una storia vera, quella di un giovane fuggitivo che si rifugiò tra le montagne del Wyoming e scampò alla polizia e ai ricercatori per vari giorni. Fa parte della serie di 51 film western a basso costo dei Three Mesquiteers, basati sui racconti di William Colt MacDonald e realizzati tra il 1936 e il 1943. Wayne partecipò ad otto di questi film.

## Produzione
Il film, diretto da George Sherman su una sceneggiatura di Jack Natteford e Betty Burbridge e un soggetto  dello stesso Natteford, fu prodotto da William Berke per la Republic Pictures e girato nel ranch di Corriganville a Simi Valley e a Lancaster in California dal 4 al 20 maggio del 1939. Titolo di lavorazione: Oklahoma Outlaws.

## Distribuzione
Il film fu distribuito negli Stati Uniti il 27 giugno 1939 dalla Republic Pictures. Fu poi ridistribuito sempre al cinema nel 1953. In Italia uscì il 28 maggio 1965, distribuito dalla Superga Film. Venne doppiato dalla SAS.
Altre uscite internazionali del film sono state:
- in Danimarca il 26 agosto 1964 (En cowboy gør oprør)
- in Germania (Der Bandit von Wyoming)

## Promozione
Le tagline sono:
- "$10,000 REWARD! For the capture of Will Parker, the most desperate killer that ever rode the Western plains.".
- "The Mesquiteers, daredevil riders of the plains, try a desperate plan to break up a menacing crime syndicate.".
- "The Mesquiteers head the clarion call of justice as they ride against a band of marauding range racketeers".